# Минии-Трегье
Минии́-Трегье́ (фр. Minihy-Tréguier, брет. Ar Vinic'hi) — коммуна во Франции, находится в регионе Бретань. Департамент — Кот-д’Армор. Входит в состав кантона Трегье. Округ коммуны — Ланьон.
Код INSEE коммуны — 22152.

## География
Коммуна расположена приблизительно в 410 км к западу от Парижа, в 140 км северо-западнее Ренна, в 45 км к северо-западу от Сен-Бриё.
Коммуна расположена на западном берегу эстуария реки Жоди.

## Население
Население коммуны на 2016 год составляло 1 274 человека.
| 1962 | 1968 | 1975 | 1982 | 1990 | 1999 | 2010 | 2016 |
| ---- | ---- | ---- | ---- | ---- | ---- | ---- | ---- |
| 629  | 717  | 673  | 790  | 1024 | 1063 | 1103 | 1274 |

## Администрация
| Период | Период | Фамилия        | Партия                  | Примечания |
| ------ | ------ | -------------- | ----------------------- | ---------- |
| 1995   | 2014   | Жаен Ле Кальве | Социалистическая партия | пенсионер  |
| 2014   |        | Жан-Ив Фанварш | Разные левые            | пенсионер  |

## Экономика
В 2007 году среди 733 человек в трудоспособном возрасте (15—64 лет) 498 были экономически активными, 235 — неактивными (показатель активности — 67,9 %, в 1999 году было 69,4 %). Из 498 активных работали 468 человек (244 мужчины и 224 женщины), безработных было 30 (16 мужчин и 14 женщин). Среди 235 неактивных 69 человек были учениками или студентами, 123 — пенсионерами, 43 были неактивными по другим причинам.

## Достопримечательности
- Церковь Св. Иво (XV век). Исторический памятник с 1923 года[3]
- Усадьба Мезобран (XV век). Исторический памятник с 1926 года[4]
- Акведук через реку Генди[фр.] (XVII век). Исторический памятник с 1931 года[5]

## Фотогалерея

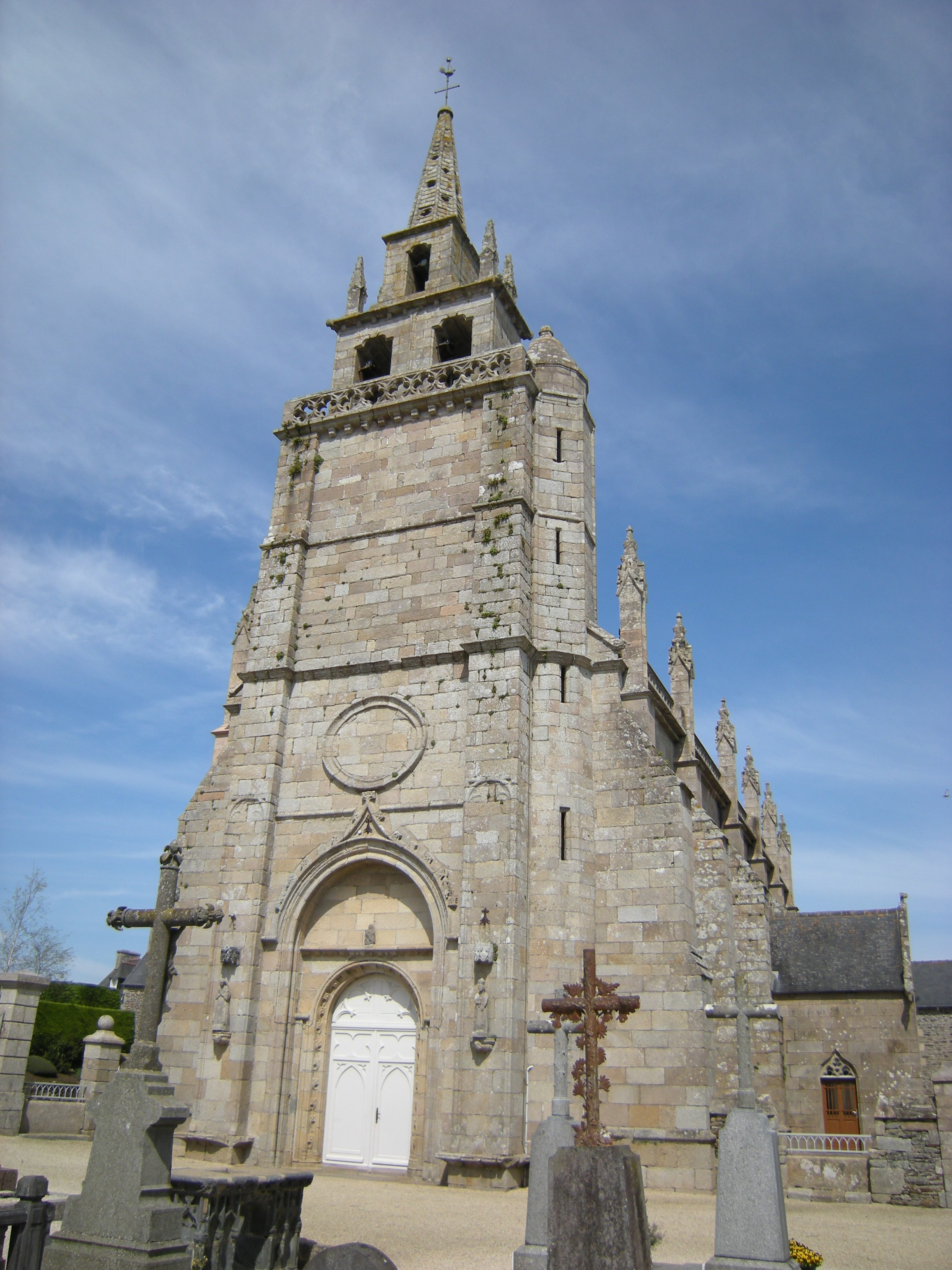
Церковь Св. Иво
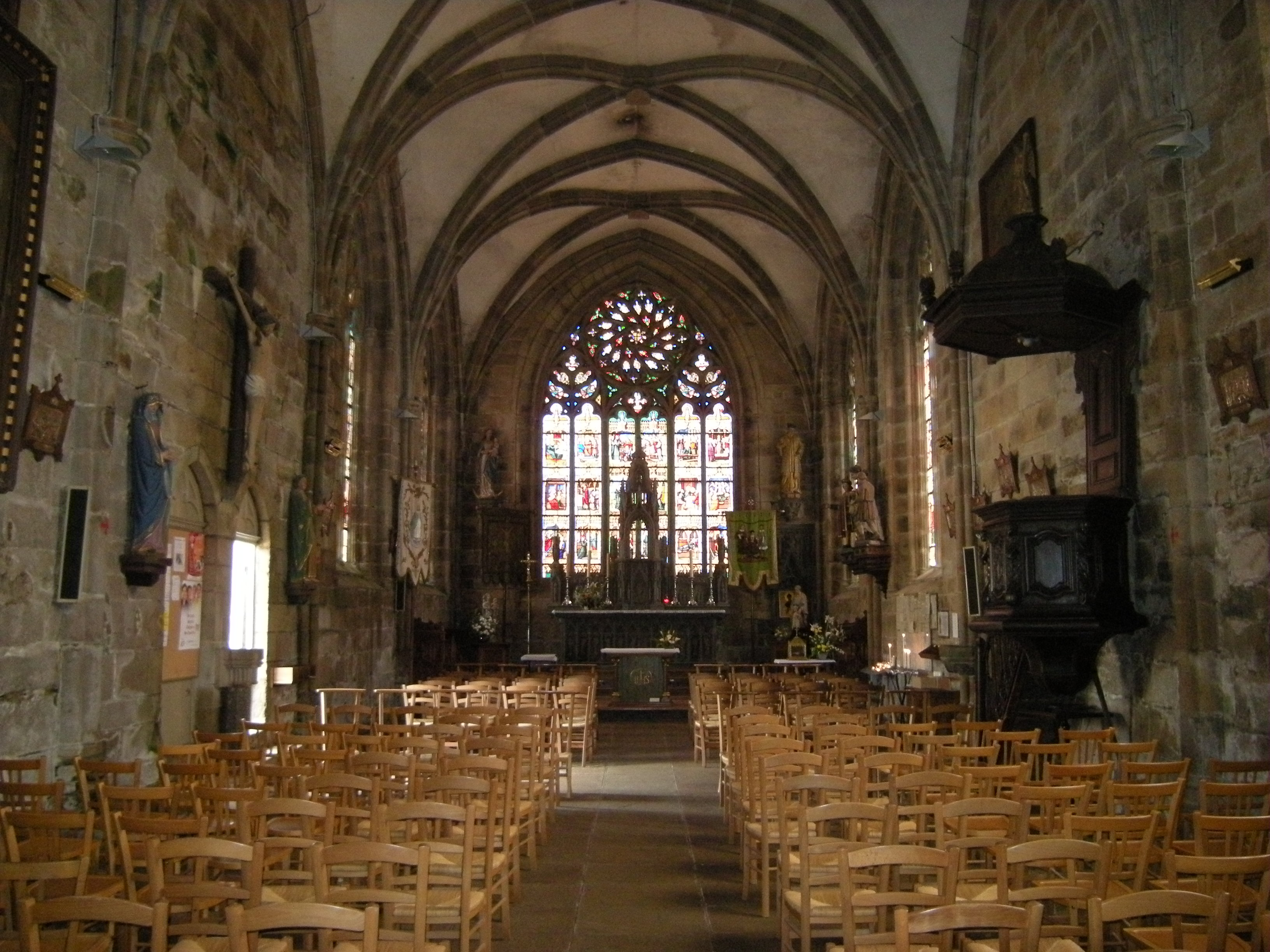
Интерьер церкви Св. Иво
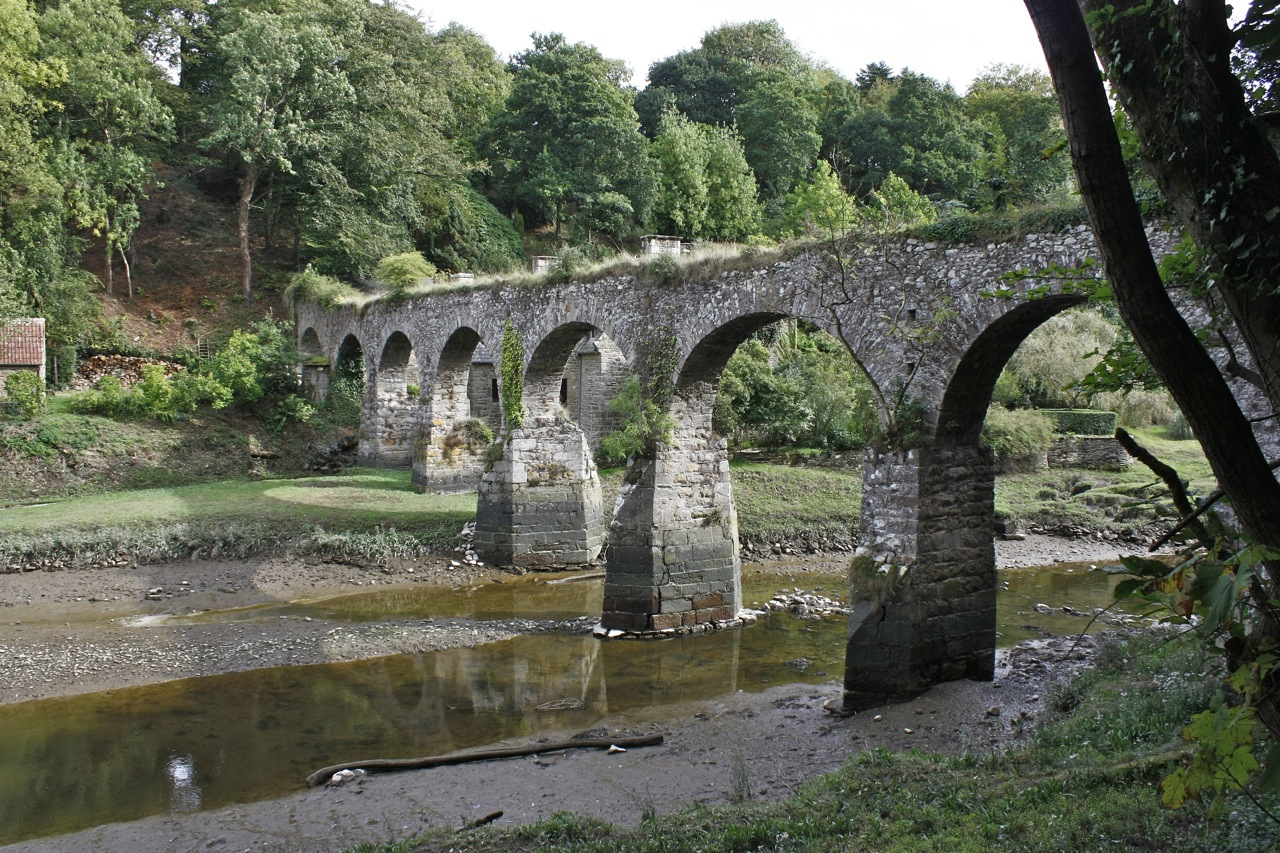
Акведук через реку Генди
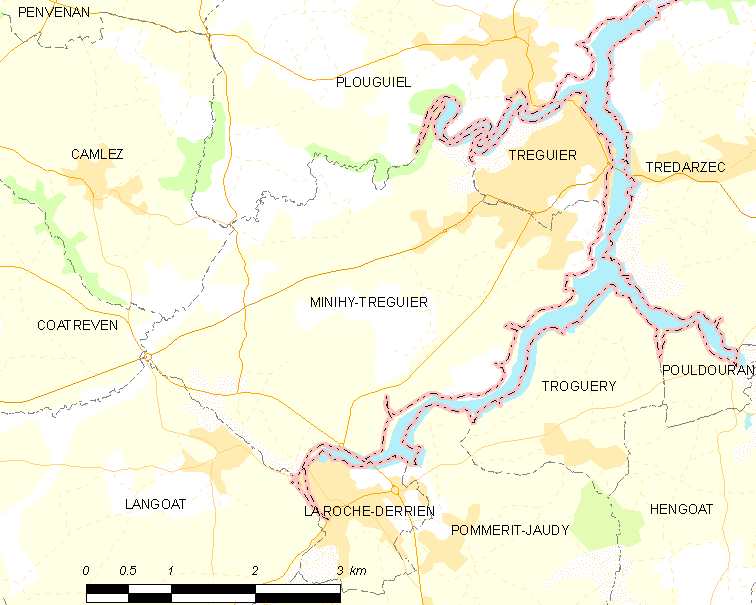
Карта коммуны